# 47 méter mélyen
Az 47 méter mélyen (eredeti cím: 47 Meters Down) 2017-ben bemutatott amerikai-brit film, amelyet Johannes Roberts rendezett. A forgatókönyvet Johannes Roberts és Ernest Riera írták. A producerei James Harris és Mark Lane. A főszerepekben Claire Holt, Santiago Segura és Mandy Moore láthatóak. A film zenéjét Tomandandy szerezte. A tévéfilm gyártója a The Fyzz Facility, a Dragon Root, a Flexibon Films, a Lantica Pictures és a Dimension Films, forgalmazója a Entertainment Studios Motion Pictures. Műfaja horrorfilm.
Az Egyesült Királyságban 2017. június 16-án, Amerikában 2017. július 26-án, Magyarországon pedig 2017. szeptember 21-én mutatták be a moziban.

## Cselekmény
Két lánytestvér Mexikóban nyaral, ahol a tengerpart és az éjszakai élet segítik a könnyed kikapcsolódásukat. A lányok egy nap extrém cápanézésre indulnak, s a kirándulás során egy rácsos ketrecben merülnek le az óceán mélyére, hogy közvetlen közelről is láthassák a gyilkos ragadozókat. A biztonsági ketrecet tartó kábel azonban váratlanul elszakad, s 47 méter mélybe süllyed. A lányoknak alig egy órányi oxigénje marad a palackjukban, s ha mindez nem lenne elég, hemzsegnek körülöttük a vérszomjas cápák is. Halálos versenyfutás kezdődik az idővel az életükért.

## Szereplők
| Szereplő                      | Színész          | Magyar hang   |
| ----------------------------- | ---------------- | ------------- |
| Lisa                          | Mandy Moore      | Bartsch Kata  |
| Kate                          | Claire Holt      | Dobó Enikő    |
| Javier                        | Chris J. Johnson | Gémes Antos   |
| Louis                         | Yani Gellman     | Horváth Illés |
| Benjamin                      | Santiago Segura  | Ágoston Péter |
| Taylor kapitány               | Matthew Modine   | Epres Attila  |
| További magyar hangok         |                  |               |
| Sándor Barnabás, Stern Dániel |                  |               |